# ZCRB1
ZCRB1 (англ. Zinc finger CCHC-type and RNA binding motif containing 1) – білок, який кодується однойменним геном, розташованим у людей на 12-й хромосомі. Довжина поліпептидного ланцюга білка становить 217 амінокислот, а молекулярна маса — 24 592.
| 10         |  | 20         |  | 30         |  | 40         |  | 50         |
| ---------- |  | ---------- |  | ---------- |  | ---------- |  | ---------- |
| MSGGLAPSKS |  | TVYVSNLPFS |  | LTNNDLYRIF |  | SKYGKVVKVT |  | IMKDKDTRKS |
| KGVAFILFLD |  | KDSAQNCTRA |  | INNKQLFGRV |  | IKASIAIDNG |  | RAAEFIRRRN |
| YFDKSKCYEC |  | GESGHLSYAC |  | PKNMLGEREP |  | PKKKEKKKKK |  | KAPEPEEEIE |
| EVEESEDEGE |  | DPALDSLSQA |  | IAFQQAKIEE |  | EQKKWKPSSG |  | VPSTSDDSRR |
| PRIKKSTYFS |  | DEEELSD    |  |            |  |            |  |            |

A: Аланін

C: Цистеїн

D: Аспарагінова кислота

E: Глутамінова кислота

F: Фенілаланін

G: Гліцин

H: Гістидин

I: Ізолейцин

K: Лізин

L: Лейцин

M: Метіонін

N: Аспарагін

P: Пролін

Q: Глутамін

R: Аргінін

S: Серин

T: Треонін

V: Валін

W: Триптофан

Кодований геном білок за функцією належить до фосфопротеїнів. 
Задіяний у таких біологічних процесах, як процесинг мРНК, сплайсинг мРНК. 
Білок має сайт для зв'язування з іонами металів, іоном цинку, РНК. 
Локалізований у ядрі.